# 沖縄県道90号下地島空港佐良浜線
沖縄県道90号下地島空港佐良浜線（おきなわけんどう90ごう しもじじまくうこうさらはません・主要地方道下地島空港佐良浜線）は、沖縄県宮古島市下地島の伊良部字佐和田と伊良部島の伊良部字前里添（佐良浜）とを結ぶ主要地方道。

## 概要

### 区間
- 起点：宮古島市伊良部字佐和田（下地島空港）
- 終点：宮古島市伊良部字前里添（佐良浜港）
- 総延長：7.226km（実延長も同じ）[1]

### 通過自治体
- 宮古島市（下地島 - 伊良部島）

### 交差・重複路線
- 沖縄県道204号長山港佐良浜港線（宮古島市伊良部国仲・伊良部前里添佐良浜 - 終点）
- 沖縄県道252号平良下地島空港線（起点 - 宮古島市伊良部国仲）

### 主要施設
- 下地島空港（起点）
- 宮古島市立伊良部中学校
- 沖縄県立伊良部高等学校
- 伊良部カントリーパーク（総合運動公園）
- 宮古島市役所佐良浜出張所
- 佐良浜港（終点）

## 歴史
- 1953年（昭和28年）に伊良部国仲 - 佐良浜港が琉球政府道国仲佐良浜港線として指定。1972年（昭和47年）の本土復帰と同時に県道となった（路線番号は203）。
- 1979年（昭和54年）に下地島空港が供用開始されるのに合わせて、翌1980年（昭和55年）に起点の同空港 - 伊良部国仲間の伊良部村道（当時）を県道に昇格し下地島空港線（県道226号）として指定される。
- 1994年（平成6年）3月、両路線が統合し、現路線名として主要地方道に昇格[1]。